# Faragó Andor

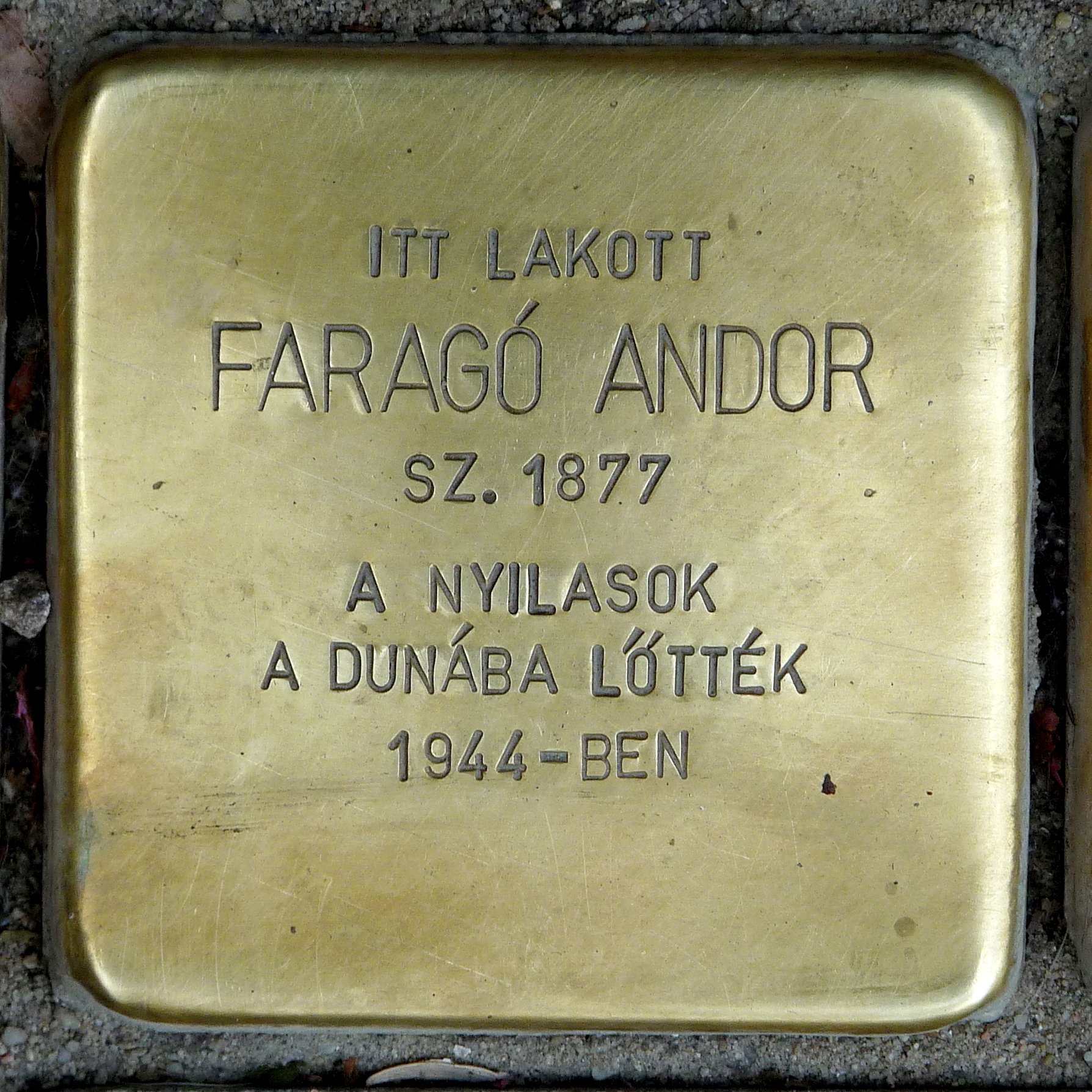
Az emlékére elhelyezett botlatókő a Bartók Béla út 52. számú ház előtt

Faragó Andor, 1901-ig Grosz Andor (Budapest, 1877. szeptember 26. – Budapest, 1944) magyar matematikatanár, a KöMaL szerkesztője, Faragó László neveléstudós, matematikus nagybátyja.

## Élete
Grosz Jakab pénzügyőri biztos és Herz Irma fia. 1896-ban a budapesti VII. kerületi Állami Főgimnáziumban érettségizett, majd négy évig a Budapesti Tudományegyetem bölcsészkarának hallgatója volt Fejér Lipót évfolyamtársaként. Tanári oklevelet nyert a budapesti Országos Tanítóvizsgáló Bizottság előtt 1898-ban tett alapvizsgálata, 1900-ban tett szakvizsgálata és 1901-ben tett pedagógiai vizsgálata alapján. 1901-ben kinevezték helyettes tanári minőségben a Beregszászi Magyar Királyi Állami Főgimnáziumba. A következő évtől a Soproni Állami Főreáliskola matematika és természettan tanára lett. 1910-ben a budapesti VIII. Kerületi Állami Főgimnáziumba helyezték át. 1936-ban nyugdíjazták.
1925-től újraindította az első világháború miatt megszüntetett KöMaL-t, ezúttal mint Középiskolai Matematikai és Fizikai Lapokat, aminek szerkesztője és kiadója volt 1938-ig, amikor a kiadás lehetetlenné vált. Ő vezette be a kiemelkedő feladatmegoldók fényképeinek közlését.
1944-ben a nyilasok a Dunába lőtték. Halálának pontos időpontja nem ismert.

## Családja
Felesége Rosenfeld Berta (1885–?) volt, Rosenfeld Arnold földbirtokos és Mondschein Riza lánya, akit 1903. július 9-én Sopronban vett nőül.
Gyermekei Faragó István (1906–1944) és Faragó György (1907–1944).